# Issa Ndoye
Issa Ndoye (Thiès, 12 dicembre 1985) è un allenatore di calcio ed ex calciatore senegalese, di ruolo portiere, allenatore dei portieri del Paris FC.

## Carriera

### Giocatore

#### Club

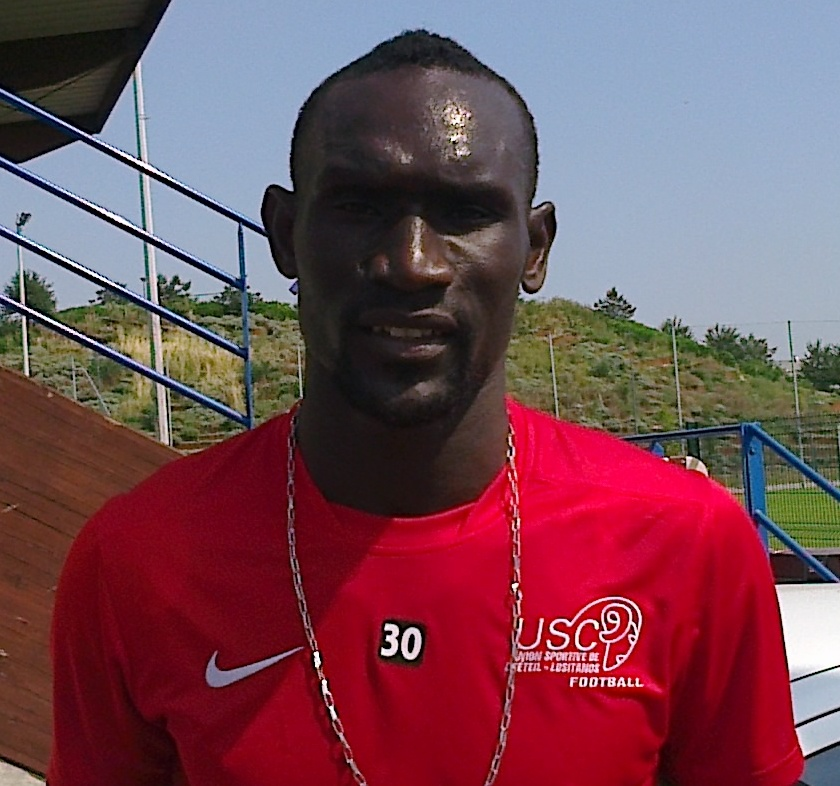
Ndoye con la maglia del (2013)

Cresciuto nelle file di Mbaxaan Thiès e Jeanne d'Arc, nel 2006 è passato al Zob Ahan, club iraniano. Ha militato nelle file del club biancoverde per tre stagioni, totalizzando 60 presenze e 66 reti subite in campionato. Il 9 giugno 2009 ha firmato un contratto triennale con il Volyn', club ucraino. Nella prima stagione in Ucraina ha ottenuto la promozione in Prem'er-Liga ed il titolo di miglior portiere del campionato. Nella seconda stagione si è alternato a Vitaliy Nedilko, totalizzando 12 presenze e 20 reti subite. Nell'estate 2011 è stato messo fuori rosa. Nell'agosto 2011 ha denunciato il club alla FIFA per mancato pagamento di stipendi e di bonus contrattuali. Nel gennaio 2016 il club ucraino è stato condannato al pagamento di 900.000 dollari al calciatore. Nell'estate 2012 è passato al Greuther Fürth, club della massima divisione tedesca. A causa di un infortunio non ha disputato alcun incontro con il club tedesco. Nell'estate 2013 è passato al Créteil-Lusitanos, club francese militante in Ligue 2. Al termine della stagione è rimasto svincolato. Il 6 dicembre 2014 è stato ingaggiato dal Tractor Sazi, club in cui ha militato fino al termine della stagione. Dopo essere rimasto inattivo per oltre un anno, nell'aprile 2017 è stato ingaggiato dallo Slavija-Mazyr. Rimasto svincolato al termine della stagione, il 17 giugno 2018 è stato annunciato il suo ingaggio da parte del Mulhouse, club francese. L'esperienza con il club francese è durata quattro stagioni, durante le quali ha totalizzato 75 presenze tra campionato e coppa nazionale. Nell'agosto 2022 ha concluso la propria carriera da calciatore.

#### Nazionale
Ha debuttato in Nazionale maggiore il 21 novembre 2007, nell'amichevole Marocco-Senegal (3-0), subentrando al minuto 35 del primo tempo a Tony Sylva. Ha collezionato la seconda ed ultima presenza in Nazionale il 14 agosto 2013, nell'amichevole Zambia-Senegal (1-1), subentrando all'inizio del secondo tempo a Cheick N'Diaye.

### Allenatore
Terminata la carriera da calciatore, l'11 agosto 2022 è diventato allenatore dei portieri del Paris FC.

## Statistiche

### Presenze e reti nei club
| Stagione        | Squadra           | Campionato      | Campionato | Campionato | Coppe nazionali | Coppe nazionali | Coppe nazionali | Coppe continentali | Coppe continentali | Coppe continentali | Altre coppe | Altre coppe | Altre coppe | Totale | Totale | Totale |
| Stagione        | Squadra           | Comp            | Pres       | Reti       | Comp            | Pres            | Reti            | Comp               | Pres               | Reti               | Comp        | Pres        | Reti        | Pres   | Reti   |        |
| --------------- | ----------------- | --------------- | ---------- | ---------- | --------------- | --------------- | --------------- | ------------------ | ------------------ | ------------------ | ----------- | ----------- | ----------- | ------ | ------ | ------ |
| 2006-2007       | Zob Ahan          | CGP             | 12         | -15        | CI              | 0               | 0               | -                  | -                  | -                  | -           | -           | -           | 12     | -15    |        |
| 2007-2008       | Zob Ahan          | CGP             | 19         | -14        | CI              | 0               | 0               | -                  | -                  | -                  | -           | -           | -           | 19     | -14    |        |
| 2008-2009       | Zob Ahan          | CGP             | 29         | -37        | CI              | 3               | -3              | -                  | -                  | -                  | -           | -           | -           | 32     | -40    |        |
| Totale Zob Ahan | Totale Zob Ahan   | Totale Zob Ahan | 60         | -66        |                 | 3               | -3              |                    | -                  | -                  |             | -           | -           | 63     | -69    |        |
| 2009-2010       | Volyn'            | PL              | 27         | -19        | KU              | 5               | -7              | -                  | -                  | -                  | -           | -           | -           | 32     | -26    |        |
| 2010-2011       | Volyn'            | PL              | 12         | -20        | KU              | 0               | 0               | -                  | -                  | -                  | -           | -           | -           | 12     | -20    |        |
| 2011-2012       | Volyn'            | PL              | 0          | 0          | KU              | 0               | 0               | -                  | -                  | -                  | -           | -           | -           | 0      | 0      |        |
| Totale Volyn'   | Totale Volyn'     | Totale Volyn'   | 39         | -39        |                 | 5               | -7              |                    | -                  | -                  |             | -           | -           | 44     | -46    |        |
| 2012-2013       | Greuther Fürth    | BL              | 0          | 0          | DFBP            | 0               | 0               | -                  | -                  | -                  | -           | -           | -           | 0      | 0      |        |
| 2013-2014       | Créteil-Lusitanos | L2              | 10         | -17        | CF+CDLL         | 1+3             | -7              | -                  | -                  | -                  | -           | -           | -           | 14     | -24    |        |
| dic. 2014-2015  | Tractor Sazi      | LPGP            | 3          | -4         | CI              | 0               | 0               | AFCCL              | 1                  | -3                 | -           | -           | -           | 4      | -7     |        |
| apr.-dic. 2017  | Slavija-Mazyr     | VL              | 17         | -24        | KB              | 0               | 0               | -                  | -                  | -                  | -           | -           | -           | 17     | -24    |        |
| 2018-2019       | Mulhouse          | CN3             | 25         | -20        | CF              | 2               | -3              | -                  | -                  | -                  | -           | -           | -           | 27     | -23    |        |
| 2019-2020       | Mulhouse          | CN2             | 19         | -23        | CF              | 3               | -3              | -                  | -                  | -                  | -           | -           | -           | 21     | -26    |        |
| 2020-2021       | Mulhouse          | CN3             | 4          | -4         | CF              | 1               | -1              | -                  | -                  | -                  | -           | -           | -           | 5      | -5     |        |
| 2021-2022       | Mulhouse          | CN3             | 18         | -25        | CF              | 3               | -2              | -                  | -                  | -                  | -           | -           | -           | 21     | -27    |        |
| Totale Mulhouse | Totale Mulhouse   | Totale Mulhouse | 66         | -72        |                 | 9               | -9              |                    | -                  | -                  |             | -           | -           | 75     | -81    |        |
| Totale carriera | Totale carriera   | Totale carriera | 195        | -222       |                 | 21              | -26             |                    | 1                  | -3                 |             | -           | -           | 217    | -251   |        |

### Cronologia presenze e reti in nazionale
| Cronologia completa delle presenze e delle reti in nazionale ― Senegal | Cronologia completa delle presenze e delle reti in nazionale ― Senegal | Cronologia completa delle presenze e delle reti in nazionale ― Senegal | Cronologia completa delle presenze e delle reti in nazionale ― Senegal | Cronologia completa delle presenze e delle reti in nazionale ― Senegal | Cronologia completa delle presenze e delle reti in nazionale ― Senegal | Cronologia completa delle presenze e delle reti in nazionale ― Senegal | Cronologia completa delle presenze e delle reti in nazionale ― Senegal |
| Data                                                                   | Città                                                                  | In casa                                                                | Risultato                                                              | Ospiti                                                                 | Competizione                                                           | Reti                                                                   | Note                                                                   |
| ---------------------------------------------------------------------- | ---------------------------------------------------------------------- | ---------------------------------------------------------------------- | ---------------------------------------------------------------------- | ---------------------------------------------------------------------- | ---------------------------------------------------------------------- | ---------------------------------------------------------------------- | ---------------------------------------------------------------------- |
| 21-11-2007                                                             | Créteil                                                                | Marocco                                                                | 3 – 0                                                                  | Senegal                                                                | Amichevole                                                             | -2                                                                     | 35’                                                                    |
| 14-8-2013                                                              | Ndola                                                                  | Zambia                                                                 | 1 – 1                                                                  | Senegal                                                                | Amichevole                                                             | -                                                                      | 46’                                                                    |
| Totale                                                                 |                                                                        | Presenze                                                               | 2                                                                      |                                                                        | Reti                                                                   | -2                                                                     |                                                                        |